# Herbert Krontal
Herbert Krontal (* 16. November 1930) ist ein ehemaliger deutscher Fußballspieler. Er spielte 1959 und 1960 für die BSG Chemie Zeitz in der DDR-Oberliga, der höchsten Spielklasse im DDR-Fußball.

## Sportliche Laufbahn
Die Betriebssportgemeinschaft (BSG) Chemie Zeitz gehörte zu den Gründungsmannschaften der 1950 neu eingerichteten zweitklassigen DDR-Liga. Zum Aufgebot der Zeitzer Mannschaft gehörte auch der 19-jährige Stürmer Herbert Krontal. Bei seinem DDR-Liga-Debüt kam er in acht Spielen zum Einsatz, in denen er auch zwei Tore erzielte. In der Spielzeit 1951/52 gehörte er bereits zur Stamm-Mannschaft. Er bestritt 19 der 22 Punktspiele und wurde erstmals Torschützenkönig der BSG Chemie. Bester Zeitzer Torschütze wurde er auch in den Spielzeiten 1953/54 (18 Treffer), 1954/55 (22, zugleich bester Schütze der Staffel 2) und 1957 (Kalenderjahrsaison, 13). In den Liga-Spielzeiten zwischen 1951 und 1958 fehlte Krontal bei 176 ausgetragenen Punktspielen nur in zwölf Begegnungen. Als Chemie Zeitz 1958 den Aufstieg in die DDR-Oberliga schaffte, war Krontal in alle 26 Punktspielen dabei. Er wurde stets als Linksaußenstürmer eingesetzt und trug mit 14 Treffern zum Erfolg bei. In der Oberligasaison 1959 wechselte Krontal auf die rechte Angriffsseite und versäumte nur eines der 26 Punktspiele. Er hatte jedoch an seiner Treffsicherheit eingebüßt und kam nur noch auf fünf Tore. Auch in der zweiten Zeitzer Oberligasaison begann Krontal 1960 wieder als Rechtsaußen. Nach dem zweiten Spieltag wurde er jedoch aus disziplinarischen Gründen gesperrt und kam erst im sechsten Punktspiel wieder in die Mannschaft. In der Rückrunde wurde er hauptsächlich auf der linken Sturmseite eingesetzt und erzielte nur drei Tore. Am Saisonende musste Chemie Zeitz wieder in die DDR-Liga absteigen. 1961 wurde der DDR-Fußball wieder auf den Sommer-Frühjahr-Spielbetrieb umgestellt, und in der DDR-Liga mussten zwischen März 1961 und Juni 1962 39 Spiele ausgetragen werden. Für den 30-jährigen Krontal war es die letzte Spielzeit im höherklassigen Fußball. Er wurde nur noch in sechs DDR-Liga-Spielen eingesetzt und erzielte dabei lediglich ein Tor. Noch während der Saison setzte sich Krontal in die Bundesrepublik ab. Dort wurde er Trainer bei unterklassigen Vereinen, z. B. trainierte er in der Saison 1979/80 Altona 93 in der viertklassigen Landesliga Hamburg.